# Patriot – Meine Geschichte
Patriot – Meine Geschichte ist ein posthumes Sachbuch des russischen Oppositionsführers Alexei Nawalny, das vom Verlag Alfred A. Knopf veröffentlicht wurde. Es beschreibt Nawalnys Leben und Karriere und ist nach Opposing Forces von 2017 sein zweites Buch.

## Inhalt
Der erste Teil des Buches handelt in erzählender Form von seinem Leben und seiner Karriere, während der zweite Teil die Form einer Gefängniserinnerung hat. Ein Teil davon beschreibt die Langeweile, Isolation und das Leid, das das Leben in einem solchen Gefängnis mit sich bringt, enthält aber auch Reflexionen zu einer Vielzahl von Themen, „von der französischen Literatur des 19. Jahrhunderts bis zu Billie Eilish“. Es zeigt auch seinen langen Kampf gegen die Verzweiflung trotz der Strafen der Behörden und gibt Ratschläge, wie man die Hoffnung nicht verliert.
Das Buch enthält auch ein Manifest zur Umgestaltung Russlands, das unter anderem „freie Wahlen, eine verfassunggebende Versammlung, Dezentralisierung und eine europäische Ausrichtung“ vorsieht. Der letzte Eintrag in den Memoiren erfolgte am 17. Januar 2024, wenige Wochen vor seinem Tod.

## Entstehung
Nawalny begann in Deutschland mit dem Schreiben des Buches nach dem Giftanschlag auf ihn im August 2020. Im Februar 2021 kehrte er nach Russland zurück, wo er verhaftet wurde. Zu dem Zeitpunkt hatte er bereits einen Großteil seiner Memoiren geschrieben. Nawalny wurde im August 2023 wegen Extremismus zu 19 Jahren Haft verurteilt. Im Februar 2024 starb er in einer Strafkolonie in der russischen Arktis.

## Veröffentlichung
Das Buch wurde von Arch Tait und Stephen Dalziel aus dem Russischen ins Englische übersetzt. Die Veröffentlichung wurde von Alfred A. Knopf und Nawalnys Frau Julija Nawalnaja am 11. April 2024 angekündigt. Nawalnaja redigierte und finalisierte das Manuskript gemeinsam mit Knopf. Auf X gab Nawalnaja bekannt, dass „Patriot“ in elf Sprachen übersetzt worden sei, darunter sei auch eine russischsprachige Ausgabe.
Patriot wurde am 22. Oktober 2024 von Knopf in den Vereinigten Staaten und von Bodley Head (einem Imprint von Penguin in Großbritannien) veröffentlicht. Julija Nawalnaja gab der BBC am Vorabend der Veröffentlichung ein Interview.
Nawalnys Team erklärte, dass das Buch auch auf Russisch verfügbar sein werde, doch Lieferungen nach Russland und nach Belarus würden nicht möglich sein. Die russische Regierung und die staatlichen Medien ignorierten die Veröffentlichung.
In Deutschland erschien das Buch beim S. Fischer Verlag. Es wurde von Rita Grawert, Norbert Juraschitz und Karin Schuler aus dem Englischen ins Deutsche übersetzt.

## Rezeption
In einem Artikel für The Guardian lobte Luke Harding das Buch als „leuchtende Darstellung von Nawalnys Leben und dunklen Zeiten“ und „eine Herausforderung aus dem Grab an Russlands mordsüchtige Herrscher“.
Mikhail Zygar von Vanity Fair hob den Unterschied im Ton des Buches hervor und nannte den ersten Teil leicht und humorvoll, während das Schreiben des Gefängnistagebuchs „erschreckend, aber unmöglich, mit dem Lesen aufzuhören“ sei.